# 柳林県
柳林県（りゅうりん-けん）は中華人民共和国山西省呂梁市に位置する県。

## 歴史
1971年、離石県及び中陽県の一部に新設された。

## 行政区画
- 鎮:柳林鎮、穆村鎮、薛村鎮、荘上鎮、留誉鎮、三交鎮、成家荘鎮、孟門鎮、金家荘鎮、陳家湾鎮
- 郷:李家湾郷、賈家垣郷、高家溝郷、王家溝郷、石西郷